# Decio Lucio Grandoni
Decio Lucio Grandoni (ur. 7 kwietnia 1928 w Todi, zm. 22 marca 2006), włoski duchowny katolicki, biskup.
Święcenia kapłańskie przyjął 22 października 1950. W lipcu 1972 został mianowany biskupem pomocniczym Foligno, ze stolicą tytularną Atella. Sakrę biskupią przyjął 9 września 1972 z rąk kardynała Carlo Confalonieri. W grudniu 1974 został biskupem Orvieto oraz Todi; w czasie pełnienia przez niego posługi biskupiej doszło do połączenia obu diecezji i od września 1986 był ordynariuszem Orvieto-Todi. W listopadzie 2003 przeszedł w stan spoczynku (po osiągnięciu wieku emerytalnego 75 lat).
W sierpniu 1982 udzielił święceń biskupich ordynariuszowi Gubbio Ennio Antonellemu, późniejszemu arcybiskupowi Perugii i Florencji oraz kardynałowi.